# Ligne de Brou à La Loupe
La ligne de Brou à La Loupe est une ligne ferroviaire française, qui reliait les gares de Brou et de La Loupe, dans le département d'Eure-et-Loir.
Cette ligne constitue la ligne 504 000 du Réseau ferré national.

## Historique

### Chronologie
- 20 mai 1870 : Convention de concession à la compagnie du chemin de fer d'Orléans à Rouen
- 31 juillet 1871 : Déclaration d'utilité publique[1]
- 1878 : Absorption au sein de l'Administration des chemins de fer de l'État
- 10 décembre 1899 : Ouverture de la ligne
- 7 novembre 1938 : Fermeture au service voyageurs
- Date inconnue : Fermeture de la section Brou — Frazé au service marchandises
- 24 mai 1960 : Déclassement de la section Brou — Frazé (PK 0,805 — PK 10,310)[2]
- 7 mai 1971 : Fermeture de la section Frazé — La Loupe au service marchandises
- 22 août 1973 : Déclassement de la section Frazé — La Loupe (PK 10,310 — PK 42,150)[3]